# TFAP4
El factor de transcripción AP-4 (proteína de unión del potenciador activador 4), también conocida como TFAP4, es una proteína que en humanos está codificada por el gen TFAP4.

## Función
El factor de transcripción AP4 es un miembro de los factores de transcripción básicos hélice-bucle-hélice (bHLH), que se unen a la secuencia de la caja E en los promotores de sus genes diana. Se ha demostrado que AP-4 actúa como represor y activador para diferentes genes diana.